# Conthey
Conthey est une commune suisse du canton du Valais, chef-lieu du district de Conthey.

## Géographie

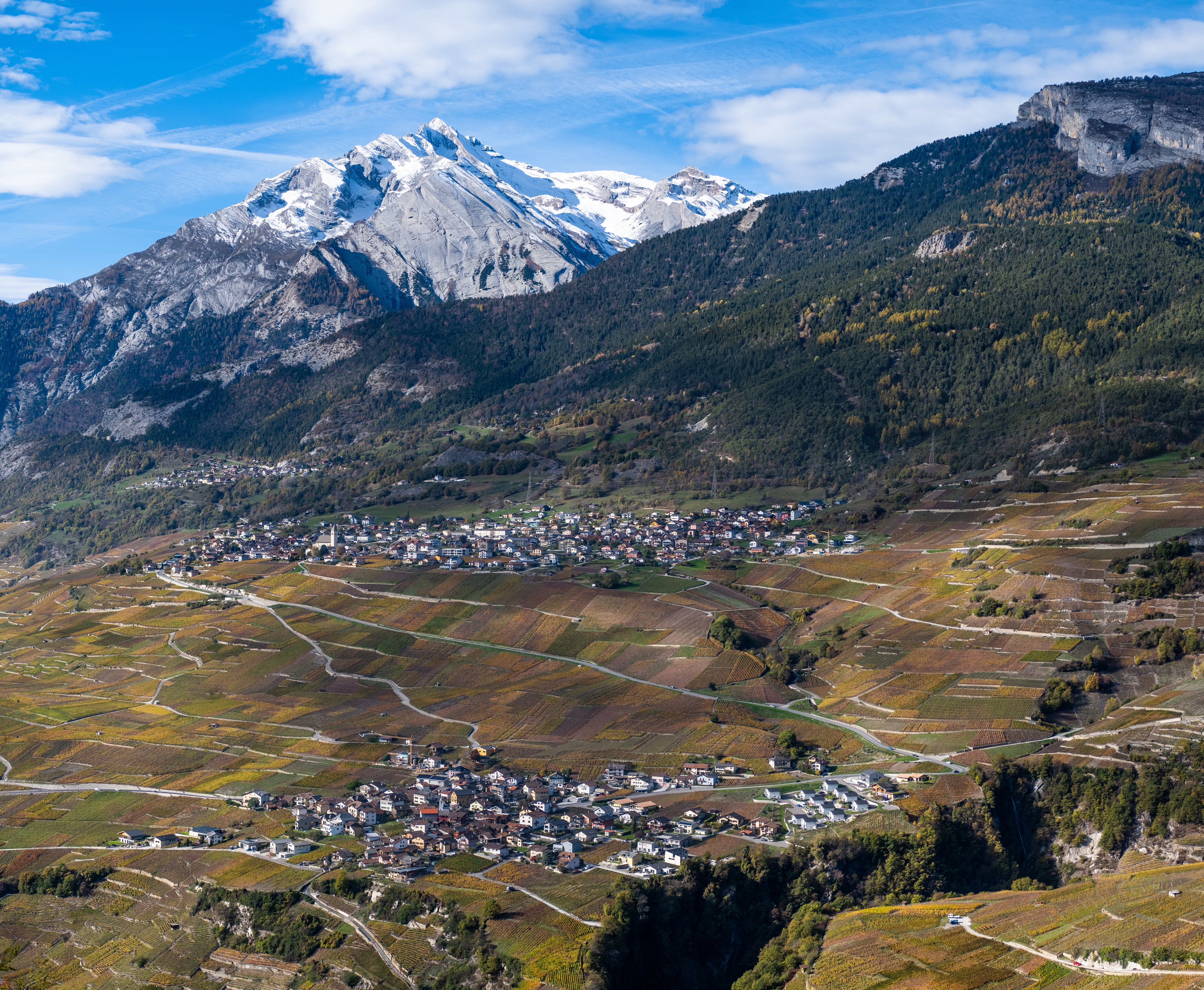
Sensine, Erde et le Haut de Cry.

La commune de Conthey comprend les villages d'Aven, Erde, Sensine, Premploz et Daillon, les localités de Plan-Conthey, la Place, le Bourg et Saint-Séverin et le site de Derborence.
Le territoire de la commune s'étend à l'ouest de la commune de Sion de la plaine du Rhône au massif des Diablerets sur près de 84,98 km2,,. Lors du relevé de 2013-2018, les surfaces d'habitations et d'infrastructures représentaient 5,5 % de sa superficie, les surfaces agricoles 22,9 %, les surfaces boisées 28,0 % et les surfaces improductives 43,8 %.

## Toponymie
Le nom de la commune pourrait dériver du latin Contextus, du nom du propriétaire d'un domaine rural.
Ses anciens noms allemands sont Konters et Gundis im Wallis.

## Histoire

### Préhistoire et début du Moyen Âge
À l'occasion de la création ou du renouvellement du vignoble, des sépultures datant du début de l'âge du bronze au haut Moyen Âge sont découvertes par centaines entre 1850 et 1950. De nombreux musées conservent des objets dont le contexte précis n'est pas connu. Les trouvailles effectuées sur tout le coteau, depuis la plaine jusqu'aux mayens, attestent une occupation dense, mais aucun habitat protohistorique n'y a été identifié. Le mobilier funéraire est souvent abondant : épingles à disque, torques, bracelets, brassard, fibules, pendeloques, haches, poignards de l'âge du Bronze ; torques, disque ajouré, poignard, fibules, bracelets, anneaux « valaisans » en bronze, épées en fer et céramiques peintes des âges du Fer ; fibules, monnaies, figurines en bronze, céramiques et verres de l'époque romaine ; boucles diverses et bijoux du haut Moyen Âge.
Aux époques celte et romaine, la Morge de Conthey marque la limite entre le territoire des Sédunes et des Véragres. Des vestiges d'une villa rustica sont repérés en 1900-1901 à Plan-Conthey. À leur extrémité ouest, un caveau funéraire voûté qui abritait, dans deux cuves, des cercueils en plomb, recouverts de dalles funéraires du Ier siècle en remploi, est découvert ; un lot de douze verres fabriqués majoritairement en Asie Mineure au IVe siècle y est retrouvé. D'autres sarcophages en plomb, découverts dans le même secteur entre 1883 et 1930, recèlent un manteau d'apparat en laine et en soie de Chine, des feuilles de chêne d'une couronne, des monnaies dont une de Constance II (337-361 apr. J.-C.). La villa avec son mausolée privé était donc celle d'une famille de notables aisés du Bas-Empire romain.

### Du Moyen Âge auXXesiècle
Siège de vidomnat, Conthey devient en 1254 le chef-lieu des terres du comte de Savoie dans le centre du Valais, soit de la châtellenie de Conthey. Zone frontière, situé sur la rive droite de la Morge, Conthey subit les luttes incessantes qui opposent les partisans des Savoie à ceux de l'évêque de Sion (1348, 1384, 1416, 1475). En 1324, Édouard de Savoie autorise un marché. En 1352, Amédée VI accorde au bourg fortifié ses premières franchises qui sont progressivement étendues en 1356, 1364, 1419, 1431 et 1457 : les Savoie ambitionnent de faire de Conthey un centre capable de rivaliser avec Sion. Dans la châtellenie formée par le bourg et ses dépendances de Vétroz et Nendaz, le châtelain a des compétences civiles, militaires et judiciaires, ces dernières partagées avec le vidomne. Il existe en outre une majorie pour le mont, composé des quatre villages de Daillon, Aven, Erde et Premploz ; son titulaire, qui réside à Daillon, commande la troupe. Le château des vidomnes est détruit en 1375, celui du châtelain en 1475 et le bourg décline. De 1475 à 1798, Conthey fait partie du gouvernement de Saint-Maurice, sujet des dizains. Il est rattaché au district de Sion en 1802 et forme en 1815, avec les localités voisines, le district de Conthey.

Vue aérienne du village de Conthey en 1955.

Jusqu'en 1798, Conthey est une fédération : pour tout ce qui concerne l'administration interne, la châtellenie s'efface devant les villages. La commune politique (conseil communal, soit exécutif, dès 1815) se constitue au XIXe siècle sur les bases d'une partie de l'ancienne châtellenie. Au spirituel, l'église de Plan-Conthey (mentionnée dès 1146) relève de l'abbaye de Saint-Maurice.
L'église romane Saint-Séverin (deuxième quart du XIIe siècle), sous le patronage de l'évêque, d'abord succursale de Plan-Conthey, est paroissiale avant la fin du XIIe siècle, tout comme la chapelle de Vétroz. La paroisse d'Erde est érigée en 1929 pour les villages du haut.
Jusqu'à la fin du XVIIIe siècle, l'exploitation du territoire est étagée car la plaine est couverte de marais mais aussi de champs et de prés ; les vignes, champs et prés, puis forêts, mayens et pâturages se mêlent au coteau. Au XIXe siècle, la vigne gagne du terrain au-dessous de 800 m et le bétail prend une importance accrue au détriment des céréales. L'arrivée du chemin de fer favorise l'exportation des vins et des produits de l'élevage. Les travaux d'endiguement du Rhône offrent, dès 1850, de nouvelles terres. À partir de 1950, la petite et moyenne entreprise s'installe, modifiant la structure économique de Conthey. La très forte augmentation de population entre 1980 et 1990 accentue la vocation résidentielle de Conthey (près de la moitié de la population travaille hors de la commune, surtout à Sion) qui reste toutefois l'une des plus grandes communes viti-vinicoles du canton.

## Population

### Gentilé et surnom
Les habitants de la commune se nomment les Contheysans. Ils sont surnommés les Tape-Gouilles.
Les habitants des localités de Conthey-Place et Plan-Conthey sont surnommés les Culs-Pèjants, soit les gros culs en patois valaisan. Ceux de la localité de Sensine se nomment les Sensinois et sont surnommés les Menteux, soit les menteurs en patois valaisan.

### Démographie

#### Évolution de la population
Conthey compte 8 983 habitants au 31 décembre 2022 pour une densité de population de 106 hab/km2. Sur la période 2010-2019, sa population a augmenté de 14,6 % (canton : 10,5 % ; Suisse : 9,4 %).  

#### Pyramide des âges
En 2020, le taux de personnes de moins de 30 ans s'élève à 33,4 %, au-dessus de la valeur cantonale (31,7 %). Le taux de personnes de plus de 60 ans est quant à lui de 25,2 %, alors qu'il est de 26,6 % au niveau cantonal.
La même année, la commune compte 4 351 hommes pour 4 506 femmes, soit un taux de 49,1 % d'hommes, inférieur à celui du canton (49,6 %).
| Hommes | Classe d’âge | Femmes |
| ------ | ------------ | ------ |
| 0,3    | 90 ans ou +  | 1,2    |
| 7,3    | 75 à 89 ans  | 9,2    |
| 15,7   | 60 à 74 ans  | 16,7   |
| 21,5   | 45 à 59 ans  | 21,8   |
| 19,8   | 30 à 44 ans  | 19,7   |
| 18,4   | 15 à 29 ans  | 16,5   |
| 16,9   | - de 14 ans  | 14,9   |

| Hommes | Classe d’âge | Femmes |
| ------ | ------------ | ------ |
| 0,5    | 90 ans ou +  | 1,2    |
| 7,5    | 75 à 89 ans  | 9,4    |
| 16,8   | 60 à 74 ans  | 17,7   |
| 22,2   | 45 à 59 ans  | 21,7   |
| 20,3   | 30 à 44 ans  | 19,4   |
| 17,7   | 15 à 29 ans  | 16,6   |
| 14,9   | - de 14 ans  | 14,1   |

#### Population étrangère
Conthey compte 23,7 % d'étrangers à la fin de l'année 2020.

## Politique
Le Conseil municipal (exécutif) de Conthey est composé de 9 membres, dont 5 de l'Alliance communale, 2 du Centre, un de l'UDC et un des Verts. Le président de la commune est depuis 2016 Christophe Germanier.
Le Conseil général (législatif) est composé de 30 sièges. Pour la législature 2024-2028, il est composé de 14 élus de l'Alliance communale, de 8 élus du Centre, de 4 élus de l'UDC et de 4 élus des Verts-PS

## Héraldique
| Blason | Blasonnement : « D'argent à deux sarments de vigne de sinople croisés en sautoir, fruités chacun d'une grappe d'azur et accompagnés de trois étoiles de gueules (1, 2). » |

Les armoiries de Conthey sont attestées pour la première fois dans l’Armorial de la Suisse de 1938.

### Fonds d'archives
- Fonds : Conthey, Commune (1304-20e siècle).  Cote : CH AEV, AC Conthey. Sion : Archives de l'État du Valais (présentation en ligne).